# Demócratas Cristianos (Dinamarca)
Los Demócratas Cristianos (Kristendemokraterne en danés) es un partido político de Dinamarca.
El partido fue fundado en 1970 para oponerse a la liberalización de las restricciones a la pornografía y la legalización del aborto. Fue fundada como Kristeligt Folkeparti (Partido Popular Cristiano).
Desde su creación, el partido ha tenido una presencia intermitente en el Folketing, ya que en contadas ocasiones ha obtenido más del dos por ciento necesario de los votos para obtener escaños en virtud al sistema electoral de Dinamarca; así, en las elecciones parlamentarias de Dinamarca de 2007 no lo obtuvo y se quedó fuera del Parlamento. A pesar de su pequeño tamaño, ha formado parte de una serie de gobiernos de coalición. De 1982 a 1988 fue en coalición con los partidos Liberal y Conservador, de 1993 a 1994, con los socialdemócratas y los social liberales, pero fue rebautizado en 2003.
De 2002 a 2005 el partido fue dirigido por Marianne Karlsmose. En octubre de 2005, el partido elege Bodil Kornbek como su nuevo presidente. Su intento de introducir una religión menos basada en el perfil de centro-izquierda tenido cierto éxito al principio, pero en las elecciones parlamentarias de 2007, el partido no ha recibido los asientos, y en octubre de 2008 fue sustituido por Kornbek Bjarne Hartung Kirkegaard que representa su ala moderada y religiosa.
El partido es miembro del Partido Popular Europeo (PPE) y la Internacional Demócrata de Centro

## Presidentes
- Jacob Christensen: 1970 - 1973
- Jens Møller: 1973 - 1979
- Flemming Kofod-Svendsen: 1979 - 1990
- Jann Sjursen: 1990 - 2002
- Marianne Karlsmose: 2002-2005
- Bodil Kornbek: 2005-2008
- Bjarne Hartung Kirkegaard: 2008-2011
- Per Ørum Jørgensen: 2011-2012
- Egon Jakobsen (interino): 2012
- Stig Grenov: 2012-2019
- Isabella Arendt (interina): 2019
- Isabella Arendt: 2019-2022
- Marianne Karlsmose (interina): 2022
- Jeppe Hedaa: 2022-

## Resultados electorales
| Elección | Votos        | Votos | Escaños | Escaños     | Gobierno                  |
| Elección | N°           | %     | N°      | +/-         | Gobierno                  |
| -------- | ------------ | ----- | ------- | ----------- | ------------------------- |
| 1971     | 57.072 (#6)  | 2,0   | 0/179   |             | Extraparlamentario        |
| 1973     | 123.573 (#8) | 4,05  | 7/179   | 7           | Apoyo externo             |
| 1975     | 162.734 (#7) | 5,34  | 9/179   | 2           | Oposición                 |
| 1977     | 106.082 (#9) | 3,42  | 6/179   | 3           | Oposición                 |
| 1979     | 82.133 (#10) | 2,59  | 5/179   | 1           | Oposición                 |
| 1981     | 72.174 (#9)  | 2,31  | 4/179   | 1           | Oposición (1981-1982)     |
| 1981     | 72.174 (#9)  | 2,31  | 4/179   | 1           | Coalición (1982-1984)     |
| 1984     | 91.623 (#8)  | 2,73  | 5/179   | 1           | Coalición                 |
| 1987     | 79.664 (#8)  | 2,37  | 4/179   | 1           | Coalición                 |
| 1988     | 68.047 (#8)  | 2,04  | 4/179   | Sin cambios | Apoyo externo             |
| 1990     | 74.174 (#8)  | 2,29  | 4/179   | Sin cambios | Apoyo externo (1990-1993) |
| 1990     | 74.174 (#8)  | 2,29  | 4/179   | Sin cambios | Coalición (1993-1994)     |
| 1994     | 61.507 (#9)  | 1,85  | 0/179   | 4           | Extraparlamentario        |
| 1998     | 85.656 (#9)  | 2,51  | 4/179   | 4           | Oposición                 |
| 2001     | 78.793 (#8)  | 2,28  | 4/179   | Sin cambios | Apoyo externo             |
| 2005     | 58.071 (#8)  | 1,73  | 0/179   | 4           | Extraparlamentario        |
| 2007     | 30.013 (#9)  | 0,87  | 0/179   |             | Extraparlamentario        |
| 2011     | 28.157 (#9)  | 0,80  | 0/179   |             | Extraparlamentario        |
| 2015     | 29.077 (#10) | 0,80  | 0/179   |             | Extraparlamentario        |
| 2019     | 60.944 (#12) | 1,70  | 0/179   |             | Extraparlamentario        |
| 2022     | 18.503 (#14) | 0,52  | 0/179   |             | Extraparlamentario        |